# Clément Diop
Pour les articles homonymes, voir Diop.
Clément Diop, né le 13 octobre 1993 à Paris en France, est un footballeur international sénégalais. Il joue au poste de gardien de but.

## Biographie

### Formation en France
Après avoir grandi en région parisienne, Clément Diop poursuit son développement en Picardie au sein du centre de formation de l'Amiens SC. Il gravit les catégories d'âges jusqu'à atteindre l'effectif de l'équipe première alors en Ligue 2 lors de la signature de son premier contrat professionnel le 3 février 2012. En manque de temps de jeu alors que la formation amiénoise bataille en National et qu'il est relégué en équipe réserve pour des questions de comportement, Clément rejoint l'équipe de l'US Camon évoluant en DH Picardie pour la saison 2014-2015. Durant cette année, il entre en contact avec les recruteurs de la Major League Soccer en Europe qui lui proposent de faire des essais en Amérique du Nord. C'est ainsi qu'en novembre 2014, il décroche un contrat auprès de la franchise californienne du Galaxy de Los Angeles qui le recrute alors pour son équipe réserve en United Soccer League.

### Émergence à Los Angeles
Le 20 mars 2015, Clément Diop rejoint officiellement le LA Galaxy II dans la troisième division nord-américaine, la United Soccer League. Il fait ses débuts sous ses nouvelles couleurs deux jours plus tard à l'occasion d'une rencontre contre les Real Monarchs (0-0). Au terme de la saison, son équipe remporte la conférence Ouest de la USL et accède donc à la finale du championnat mais s'incline 2-1 contre les Rhinos de Rochester alors que Diop est remplacé au cours des prolongations.
À la suite de ce succès, Diop obtient un contrat MLS avec l'équipe première pour la saison 2015. Le jeune parisien au statut de réserviste évolue pour la première fois avec l'équipe fanion à l'occasion d'une rencontre de Lamar Hunt US Open Cup le 14 juin 2016. Il est par la suite reconduit au poste de titulaire pour les huitièmes et quarts de finale de la compétition, respectivement contre les Timbers de Portland et les Sounders de Seattle. Il connaît ses premières minutes en MLS les 20 et 24 août 2016, contre le New York City FC puis contre le Fire de Chicago.
Il faut pourtant attendre la saison 2017 pour voir Clément Diop occuper le poste de gardien titulaire sur une base régulière. En effet, le portier franco-sénégalais participe à quinze rencontres sans pour autant s'imposer de manière incontestable puisque le Galaxy connaît une forte rotation de ses gardiens (quinze rencontres également pour Brian Rowe et neuf pour Jon Kempin). À l'issue de cette saison, Los Angeles échoue à se qualifier pour les séries éliminatoires, une première depuis 2008 tandis que Diop se fait exclure au cours de l'ultime rencontre. Durant l'hiver suivant, la direction du Galaxy procède à de profonds changements au sein de l'effectif angelin et l'option dans le contrat du gardien n'est pas levé.

### CF Montréal
Soumis au processus de repêchage de fin de saison, Clément Diop est sélectionné par l'Impact de Montréal le 13 décembre 2017. Pour ses deux premières saisons à Montréal, Clément a comme entraineur des gardiens Joël Bats (ancien gardien international français à l'époque de Platini) puis Rémy Vercoutre. La place de titulaire est occupée en MLS par Evan Bush, mais Diop est titularisé lors des matchs de Championnat canadien. L'Impact atteint la finale lors de la saison 2019 et Clément Diop s'illustre lors de la victoire aux tirs au but face au Toronto FC. À cette issue, il est titularisé pour les deux dernières rencontres de la saison en MLS. Néanmoins, le 21 novembre 2019, l'option de son contrat n'est pas levée et il quitte alors l'Impact.
Après quelques semaines de négociations, les deux parties annoncent la signature d'un nouveau contrat le 6 décembre suivant, celui-ci incluant une saison avec l'année 2021 en option pour le club.
Diop s'impose comme le gardien titulaire lors de la saison 2020 et démarre 2021 de la même manière, avant de se blesser lors d'une rencontre face à D.C. United le 23 juin 2021. Quelques semaines plus tard, alors qu'il est de retour sur les feuilles de match de la formation montréalaise mais seulement sur le banc, son contrat est résilié, à sa demande pour des raisons personnelles selon le communiqué officiel du club.

### Gardien itinérant en MLS
Le 11 janvier 2022, après plusieurs mois à s'entraîner avec l'Inter Miami CF en fin de saison 2021, il signe avec la franchise floridienne pour un contrat d'un an, assorti d'une option d'une saison pour 2023. Cantonné à un rôle de gardien suppléant où il ne joue que les trois premières rencontres de la saison (encaissant sept buts), Diop est finalement transféré au Revolution de la Nouvelle-Angleterre le 5 août 2022. À l'issue de la saison 2022, l'option incluse dans son contrat n'est pas levée et il quitte le club.
Clément Diop retrouve un club lorsqu'il s'engage à Atlanta United le 11 janvier 2023 pour un contrat d'une saison, assorti d'une année en option,.

### Carrière internationale
Né en France et originaire du Sénégal par son père, Clément Diop représente la France avec les moins de 19 ans alors qu'il évolue à l'Amiens SC avant d'opter pour la sélection sénégalaise en 2017. Il reçoit sa première sélection le 5 juin 2017 contre l'Ouganda, en remplaçant Pape Seydou N'Diaye à la pause.

## Palmarès
Avec l'Impact de Montréal, il remporte le Championnat canadien en 2019 où il s'illustre en participant à quatre rencontres dont la finale aller-retour contre le Toronto FC.

## Statistiques
| Saison                | Club                                 | Championnat           | Championnat | Championnat | Coupe nationale | Coupe nationale | Coupe de la Ligue | Coupe de la Ligue | Compétition(s) continentale(s) | Compétition(s) continentale(s) | Compétition(s) continentale(s) | Séries | Séries | Sénégal | Sénégal | Total | Total |
| Saison                | Club                                 | Division              | M.          | B.          | M.              | B.              | M.                | B.                | Comp.                          | M.                             | B.                             | M.     | B.     | M.      | B.      | M.    | B.    |
| 2011-2012             | Amiens SC                            | Ligue 2               | 0           | 0           | 0               | 0               | 0                 | 0                 | -                              | -                              | -                              | -      | -      | -       | -       | 0     | 0     |
| 2012-2013             | Amiens SC                            | National              | 0           | 0           | 0               | 0               | 0                 | 0                 | -                              | -                              | -                              | -      | -      | -       | -       | 0     | 0     |
| 2013-2014             | Amiens SC                            | National              | 0           | 0           | 2               | 0               | 0                 | 0                 | -                              | -                              | -                              | -      | -      | -       | -       | 2     | 0     |
| Sous-total            | Sous-total                           | Sous-total            | 0           | 0           | 2               | 0               | 0                 | 0                 | -                              | 0                              | 0                              | 0      | 0      | 0       | 0       | 2     | 0     |
| 2014-2015             | US Camon                             | DH Picardie           |             |             |                 |                 | -                 | -                 | -                              | -                              | -                              | -      | -      | -       | -       | 0     | 0     |
| 2015                  | LA Galaxy II                         | USL                   | 24          | 0           | 4               | 0               | -                 | -                 | -                              | -                              | -                              | 4      | 0      | -       | -       | 32    | 0     |
| 2016                  | LA Galaxy II                         | USL                   | 22          | 0           | 1               | 0               | -                 | -                 | -                              | -                              | -                              | 4      | 0      | -       | -       | 27    | 0     |
| 2016                  | LA Galaxy                            | MLS                   | 2           | 0           | 3               | 0               | -                 | -                 | LCC                            | 0                              | 0                              | 0      | 0      | -       | -       | 5     | 0     |
| 2017                  | LA Galaxy II                         | USL                   | 3           | 0           | 0               | 0               | -                 | -                 | -                              | -                              | -                              | 4      | 0      | -       | -       | 7     | 0     |
| 2017                  | LA Galaxy                            | MLS                   | 15          | 0           | 0               | 0               | -                 | -                 | -                              | -                              | -                              | -      | -      | 1       | 0       | 16    | 0     |
| Sous-total            | Sous-total                           | Sous-total            | 66          | 0           | 8               | 0               | 0                 | 0                 | -                              | 0                              | 0                              | 0      | 0      | 1       | 0       | 75    | 0     |
| 2018                  | Impact de Montréal                   | MLS                   | 0           | 0           | 2               | 0               | -                 | -                 | -                              | -                              | -                              | -      | -      | -       | -       | 2     | 0     |
| 2019                  | Impact de Montréal                   | MLS                   | 2           | 0           | 4               | 0               | -                 | -                 | -                              | -                              | -                              | -      | -      | -       | -       | 6     | 0     |
| 2020                  | Impact de Montréal                   | MLS                   | 21          | 0           | -               | -               | -                 | -                 | LCC                            | 4                              | 0                              | 1      | 0      | -       | -       | 26    | 0     |
| 2021                  | CF Montréal                          | MLS                   | 8           | 0           | -               | -               | -                 | -                 | -                              | -                              | -                              | -      | -      | -       | -       | 8     | 0     |
| Sous-total            | Sous-total                           | Sous-total            | 31          | 0           | 6               | 0               | 0                 | 0                 | -                              | 4                              | 0                              | 1      | 0      | 0       | 0       | 42    | 0     |
| 2022                  | Inter Miami CF                       | MLS                   | 3           | 0           | 0               | 0               | -                 | -                 | -                              | -                              | -                              | -      | -      | -       | -       | 3     | 0     |
| 2022                  | Revolution de la Nouvelle-Angleterre | MLS                   | 0           | 0           | -               | -               | -                 | -                 | -                              | -                              | -                              | -      | -      | -       | -       | 0     | 0     |
| 2023                  | Atlanta United                       | MLS                   | 2           | 0           | 0               | 0               | 1                 | -                 | -                              | -                              | -                              | -      | -      | -       | -       | 3     | 0     |
| Sous-total            | Sous-total                           | Sous-total            | 6           | 0           | 0               | 0               | 1                 | 0                 | -                              | 0                              | 0                              | 0      | 0      | 1       | 0       | 8     | 0     |
| Total sur la carrière | Total sur la carrière                | Total sur la carrière | 97          | 0           | 16              | 0               | 1                 | 0                 | -                              | 4                              | 0                              | 5      | 0      | 1       | 0       | 124   | 0     |